# Newgrange
Newgrange (irsko Sí an Bhrú ali Brú na Bóinne) je prazgodovinski spomenik v grofiji Meath na Irskem, ki leži 8 km zahodno od Droghede na severni strani reke  Boyne. Zgrajen je bil v neolitskem obdobju okoli 3200 pr. n. št. 
Spomenik sestavlja velika krožna gomila z notranjim kamnitim prehodom in komorami. V njih so našli človeške kosti in grobne pridatke ali votivne darove. Gomila ima sprednjo steno, ki je večinoma izdelana iz belega kremenčevega kamna in obkrožena z robnim kamnom. Veliko večjih kamnov Newgrangea je okrašenih z megalitsko umetnostjo. Gomila je obkrožena s kamnitim krogom. Nekaj materiala, ki sestavlja spomenik, je od  od daleč, iz Mournsa in gorovja Wicklow. Ni jasno, čemu je bila namenjena, vendar se domneva, da je imela verski pomen. Vhod je poravnan z vzhajajočim soncem na zimski solsticij, ko sončna svetloba sije skozi "strešno lino" in obsije notranjo komoro. Newgrange je zelo podoben drugim neolitskim strukturam v zahodni Evropi, kot so Maeshowe na Orkneyjskih otokih, Škotska in Bryn Celli Ddu v Walesu. Je najbolj znan spomenik v kompleksu Brú na Bóinne poleg podobnih prehodnih grobnic Knowth in Dowth in kot tak na Unescovem seznamu svetovne dediščine. Newgrange je sestavljen iz približno 200.000 ton kamnin in drugih vrst materiala. Na svoji najširši točki je širok 85 m.
Po začetni uporabi je bil nekaj tisočletij zapečaten. V irski mitologiji in običajih je še naprej močno prisoten in pravijo, da je dom božanstev, zlasti Dagda in njegovega sina Angusa. Že v 17. stoletju so spomenik začeli raziskovati, arheološka izkopavanja pa so se odvijala v naslednjih letih. Arheolog Michael J. O'Kelly je vodil najobsežnejša dela in v 1970-ih rekonstruiral sporen prednji del.  Newgrange je priljubljeno turistično območje in po besedah arheologa Colina Renfrewa »je nedvomno za prazgodovinarje velik narodni spomenik Irske« in ena najpomembnejših megalitskih struktur v Evropi. 

## Opis

### Gomila in prehodni grob
Newgrange v glavnem sestavlja velika gomila, ki je zgrajena iz izmeničnih plasti zemlje in kamna, s travo na vrhu in rekonstruirano fasado iz belih kremenovih kamnov, ki se naslanjajo na velike zaobljene konzole, ki pokrivajo del oboda. Gomila ima premer 76 metrov in je visoka 12 metrov ter pokriva 4500 kvadratnih metrov tal. V notranjosti je prehod, do katerega je dostop z vhoda na jugovzhodni strani spomenika. Prehod je dolg 19 metrov ali približno tretjino poti v središče zgradbe. Na koncu prehoda so tri majhne komore iz večje osrednje komore z visokim obokanim stropom. Vsaka od manjših komor ima velik ploski koritast kamen, na katerem so lahko v prazgodovini odložili kosti mrtvih. Ali je bilo to grobišče, ni jasno. Stene tega prehoda so sestavljene iz velikih kamnitih plošč, 22 jih je na zahodni strani in 21 na vzhodni strani. Povprečje je meter in pol, več je okrašenih z rezbarijami (kot tudi grafiti iz obdobja po ponovnem odkrivanju). Na stropu ni znakov dima.
Okoli gomile je kamniti krog. Od prvotnih 35 je ohranjenih 12 stoječih kamnov. Večina arheologov meni, da so bili dodani pozneje v bronasti dobi, stoletja po tem, ko je bil prvotni spomenik zapuščen kot obredno središče.

### Umetnost
Newgrange ima različne primere grafičnega neolitskega izklesanega kamnitega okrasja. Te rezbarije se uvrščajo v deset skupin, od katerih je pet ukrivljenih (krogi, spirale, loki, kačaste črte in pike v krogu) in pet pravokotnih (cik cak, romb, črta, vzporedne črte in spirala). So zelo različne po slogu, ravni znanja, potrebnega za izdelavo, in po tem, kako globoko so izrezljane. Med najopaznejšimi vrstami umetnosti v Newgrangeu je triskelion, ki ga najdemo na vhodnem kamnu. Dolg je približno 3 metre, visok 1,2 metra in približno pet ton težek. Opisan je kot »eden najbolj znanih kamnov v celotnem repertoarju megalitske umetnosti«. Arheologi verjamejo, da je bila večina rezbarij izdelana pred postavljanjem kamnov, čeprav je bil vhodni kamen vklesan na kraju samem, preden so bili postavljeni robniki.
Različni arheologi imajo različna mnenja o pomenu okrasja, nekateri pa so, npr. George Coffey (v 1890-ih letih), verjeli, da so okrasni, medtem ko so drugi, kot je Michael J. O'Kelly (ki je med letoma 1962 in 1975 tu izkopaval), verjeli, da imajo nekakšen simbolični namen, ker so bile nekatere rezbarije na delih, ki niso bi bili vidni, na primer na dnu ortostatičnih plošč pod tlemi. Obsežne raziskave o tem, kako se umetnost nanaša na razporeditev in astronomijo v kompleksu doline Boyne, je izvedel ameriško-irski raziskovalec Martin Brennan.
Zgodnji starinoslovci so zapisali, da je to nekakšno barbarsko oblikovanje (Thomas Molyneux) ali  najverjetneje za zvezdna in vesoljska opazovanja, saj naj bi imel Newgrange najstarejšo sončno uro na svetu.

## Zgodovina
Neolitski ljudje, ki so zgradili spomenik, so bili domači kmetje, poljedelci in živinorejci.
Kompleks Newgrange je bil prvotno zgrajen med okoli 3200 in 3100 pr. n. št.  Po radiokarbonski dataciji  je približno 500 let starejši od sedanjega Stonehengea in velike piramide v Gizi v Egiptu kot tudi od mikenske kulture antične Grčije. Nekateri menijo, da je obdobje gradnje nekoliko kasnejše, od 3000 do 2500 pr. n. št. . Geološka analiza kaže, da so tisoči kamenčkov, ki sestavljajo kup in bi skupaj tehtali okoli 200.000 ton, iz bližnjih rečnih teras reke Boyne. Tu je velik ribnik, za katerega se domneva, da so ga izkopali graditelji Newgrengea. Večina 547 plošč, ki sestavljajo notranji prehod/komoro in zunanje robne kamne, je iz peščenjaka graywacke. Morda so jih pripeljali s krajev, oddaljenih približno 5 km in/ali s skalnate plaže v kraju Clogherhead, grofija Louth, približno 20 km severovzhodno. Fasada in vhod sta bila zgrajena iz belega kremenčevega kamna iz gorovja Wicklow, približno 50 km južno; temne okrogle konzole so granodiorit iz gora Morne, približno 50 km severno; temne konzole so iz kamnine gabro iz gorovja Cooley in meljevca z obale jezera Carlingford Lough. Kamni so bili morda prepeljani v Newgrange po morju in po reki Boyne, ko so jih pritrdili na čolne ob plimovanju.  Nobena strukturna plošča ni bila klesana, ker kažejo znake, da so bile naravno obdelane. Granitni koritasti kamni, ki so bili najdeni v komorah, so bili prav tako iz Mournsa.
Z izkopi so odkrili nahajališča zgorelih in nezgorelih človeških kosti v prehodu, kar kaže, da so bila v njih postavljena človeška trupla, od katerih so bila nekatera kremirana. Iz proučevanja nezgorelih kosti je bilo razvidno, da so od vsaj dveh ločenih posameznikov, vendar je večina njihovih kosti manjkala. Razni grobni pridatki so bili odloženi ob telesih v notranjosti prehoda. Izkopi v poznih 1960-ih in zgodnjih 1970-ih so odkrili sedem frnikol, štiri obeske, dve kroglici, uporabljeno kremenovo orodje, drobovje in koščke kosti in konice. V preteklih stoletjih je bilo odkritih veliko drugih predmetov, ko so najdišče obiskali starinarji in turisti, čeprav je večina teh predmetov izginila ali je v zasebnih zbirkah. V strukturi so našli tudi ostanke živali, predvsem kuncev in psov, pa tudi netopirjev, ovc, koz, goveda, ptic, redkeje mehkužcev in žab. Večina teh živali je vstopila v gomilo in v nje poginila več stoletij ali celo tisočletja po tem, ko je bila zgrajena: na primer kunci so bili na Irsko prineseni v 13. stoletju. 
V večini neolitskega obdobja je bilo območje Newgrange v središču neke obredne dejavnosti. V poznem neolitiku se zdi, da lokalno prebivalstvo ni več uporabljalo Newgrangea, saj ni nobenih predmetov v strukturi ali tam pokopanih mrtvih. Kot je arheolog Michael J. O'Kelly izjavil: »od leta 2000 pr. n. št. je Newgrange propadal in so ga zasedali razni prišleki«. Ti ljudje so bili pripadniki  kulture zvončastih čaš, ki je bila uvožena s celinske Evrope in na lokalni ravni izdelovala keramično posodo. Velik kamnit krog (ali henge) je bil zgrajen na jugovzhodu glavne gomile in manjši na zahodu. Vzhodni krog je sestavljen iz petih koncentričnih vrst jarkov. Zunanja vrsta je imela lesene stebre. Naslednja vrsta je imela glineno oblogo in je bila uporabljena za izgorevanje živalskih ostankov. Tri notranje vrste jarkov so bile izkopane, da bi sprejele živalske ostanke. V krogu so bile luknje za stebre in kole, povezane z lončarstvom in kremenovi lističi. Zahodni krog je bil sestavljen iz dveh koncentričnih vrst vzporednih lukenj in jarkov s premerom 20 metrov. Koncentrična gomila gline je bila zgrajena okoli južne in zahodne strani gomile, ki je pokrivala strukturo in je sestavljena iz dveh vzporednih stebrov in jarkov, ki so  deloma zgoreli. Prostor okrog velikih kamnov je bil dvignjen okoli gomile Newgrengea. V bližini vhoda je bilo za ogenj nameščenih 17 ognjišč. Strukture v Newgrangeu so na splošno take številni hengi, znani iz doline Boyne: Newgrange A, Newgrange O, Dowth Henge in Monknewtown Henge. 
Območje je očitno imelo obredni pomen v železni dobi. Med predmeti, ki so bili kasneje odloženi okoli gomil, sta dva obeska iz zlatih rimskih kovancev 320−337 n. št. (zdaj v Narodnem muzeju Irske) in nakit iz rimskega zlata, vključno z dvema zapestnicama, dvema prstnima obročkoma in ogrlico, zdaj v zbirkah Britanskega muzeja. 

## Žarki zimskega sončnega obrata
Newgrange so zgradili tako, da bi ujeli silo, brez katere ni življenja − Sonce. Nad vhodom, ki ga zapira kamnita plošča, je linica z nadstreškom, v katerega so vklesani dvojne spirale ter rombi. Grob je obrnjen tako, da posije vzhajajoče Sonce ob zori zimskega sončnega obrata skozi linico ter njegovi žarki prodirajo vse do konca hodnika. Tako je bilo 21. decembra 1969, ko je izkopaval  prof. Michael O'Kelly. Sonce je posvetilo skozi lino ob 9.54 in svetilo vse do 10.15.

## Ohranitev, arheološke raziskave in rekonstrukcija
Leta 1882 je v skladu z Zakonom o zaščiti starih spomenikov Newgrange in bližnje spomenike Knowth and Dowth prevzela pod nadzor država (Združeno kraljestvo Velike Britanije in Irske, kot je bilo takrat znano) in zanje skrbi odbor javnih gradenj. Leta 1890 se je pod vodstvom Thomasa Newenhama Deana začel projekt ohranjanja spomenika, ki je bil poškodovan zaradi splošnega poslabšanja v preteklih treh tisočletjih, pa tudi naraščajočega vandalizma, ki so ga povzročili obiskovalci. V naslednjih desetletjih so izkopavali številni arheologi, odkrivali več o njegovi vlogi in o tem, kako je bil zgrajen, vendar so bili celo v tistem času arheologi še vedno zmotno prepričani, da naj bi se zgradil v bronasti dobi in ne v zgodnjem neolitskem obdobju . V prehodu je bila v 1950-ih nameščena električna razsvetljava, ki je omogočila obiskovalcem, da so bolje videli. Od leta 1962 do leta 1975 je izčrpno arheološko izkopavanje vodil Michael J. O'Kelly in ga opisal, leta 1982 pa objavil Thames in Hudson pod naslovom Newgrange: arheologija, umetnost in legenda. 
Po izkopavanju O'Kellyja so še nadalje obnavljali in rekonstruirali. Na podlagi položajev kamnitih tlakovcev in po izvedbi poskusov je O'Kelly sestavil podporni zid, vendar se je prevrnil. Ob obnovi je bil ta zid obnovljen in tlakovci pritrjeni v skoraj navpično jekleno armirano betonsko steno, ki je obkrožala prednjo stran. To delo je za arheološko skupnost sporno. P. R. Griot je spomenik opisal kot »sirovo torto s posušenim ribezom, ki so jo razdelili« . Neil Oliver je rekonstrukcijo opisal kot »nekoliko brutalen, precej prevelik, podoben Stalinu kamene dobe« . Kritiki novega zidu opozarjajo, da tehnologije ni bilo, ko je bila gomila ustvarjena za pritrditev podpornega zidu pod tem kotom.
Notranji temni kamniti zidovi na vsaki strani vhoda niso izvirni, niti niso namenjeni temu, da bi bili podobni prvotnemu videzu Newgrengea, ampak so bili zasnovani tako, da omogočajo dostop  obiskovalcem. Vendar vodnik za obiskovalce prikazuje risbo rekonstrukcije neolitskih prebivalcev z uporabo Newgrangea, ki kaže sodoben vhod, kot da bi bil to izviren videz. 